# Rhabdoblatta marginata
Rhabdoblatta marginata es una especie de cucaracha del género Rhabdoblatta, familia Blaberidae, orden Blattodea. Fue descrita científicamente por Bey-Bienko en 1969.

## Descripción
Mide 32,5–34,0 milímetros de longitud. La hembra es más grande que el macho y de color ligeramente más oscuro.

## Distribución
Se distribuye por China (Hainan, Guangdong, Guangxi).